# Stutz Motor Company
Pour les articles homonymes, voir Stutz.

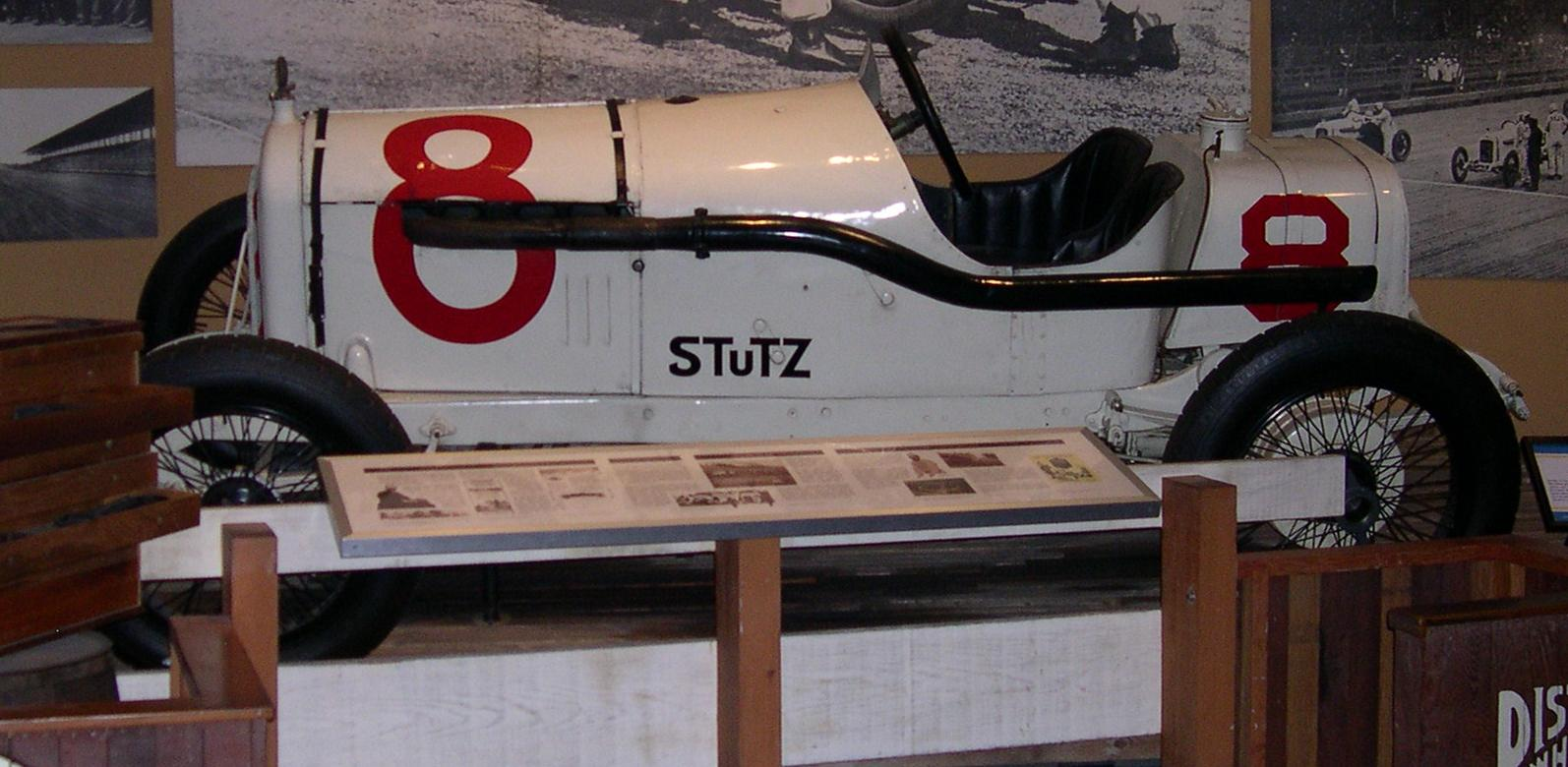
Voiture de course Stutz White Squadron de 1915 au Petersen Automotive Museum

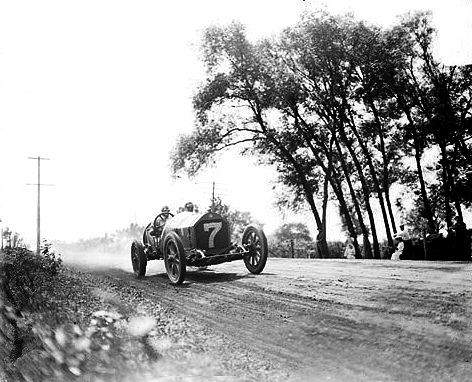
Voiture de course Stutz de 1912.

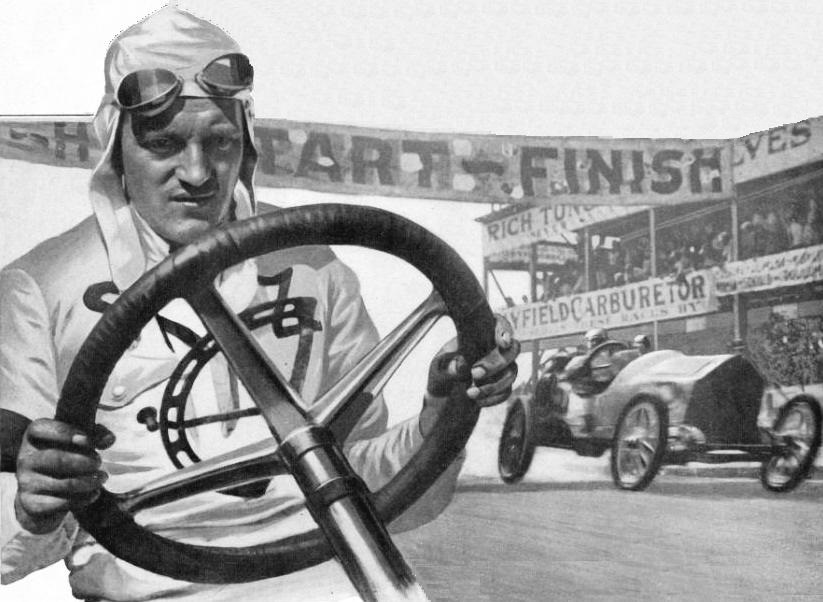
Gil Andersen, vainqueur de l'Elgin National Trophy de Chicago en août 1913 sur Stutz.

Stutz Motor Company  était une marque américaine de voitures de luxe. La production a débuté en 1911 et s'est prolongée jusqu'en 1935. La marque réapparut en 1968 sous l'égide de « Stutz Motor Car of America, Inc. », avec un aspect rétro moderne. Bien que l'entreprise existe encore de nos jours, les ventes de véhicules produits à l'usine ont pris fin en 1995. Tout au long de son histoire, Stutz était réputé en tant que fabricant de voitures rapides (la première voiture de sport des États-Unis) et de voitures de luxe pour les personnes riches et célèbres. 
Au Grand Prix des États-Unis, Gil Andersen finit troisième en 1912 sur Stutz-Wisconsin, et cinquième en 1914 en conservant le même motoriste. Howdy Wilcox est deuxième en 1915 (Andersen quatrième), et en 1916 Earl Cooper obtient encore une deuxième place (pilote vainqueur du premier Grand Prix de Phoenix 1915 pour la marque).
La Stuts-Wisconsin permet encore à Andersen une pole position aux 500 miles d'Indianapolis 1912, et ce pilote apporte à la marque Stutz une troisième place finale dans cette épreuve en 1915.
En 1915 toujours, Erwin Baker effectue la traversée des États-Unis en 11 jours 7 heures et 15 minutes, de Los Angeles à New York, sur Stutz Bearcat avec le journaliste Wim F. Sturm d'Indianapolis. 
En 1919, Eddie Hearne finit deuxième à l'Indy 500. 
Édouard Brisson termine deuxième des 24 Heures du Mans 1928 sur une DV16 4.9L. I8 Blackhawk "Bearcat" avec Robert Bloch, et troisième du Grand Prix de France la même année avec la voiture au circuit du Comminges.
La marque s'impose au Pikes Peak International Hill Climb à 10 reprises entre 1926 et 1937 (six avec Glen Shultz).
Elvis Presley en a acheté une en 1971[réf. nécessaire].

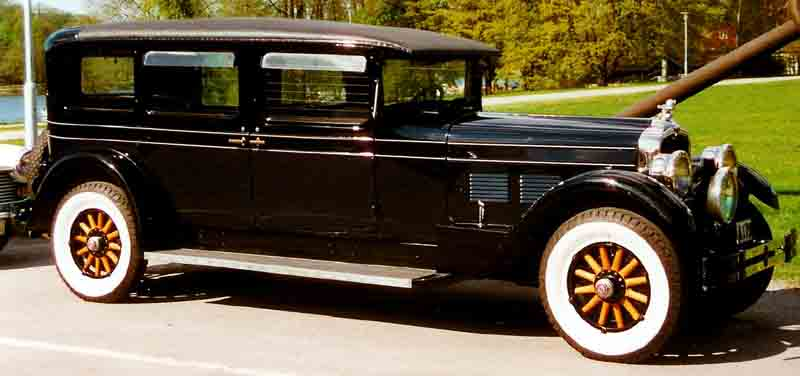
Limousine Stutz Vertical Eight AA (1927)
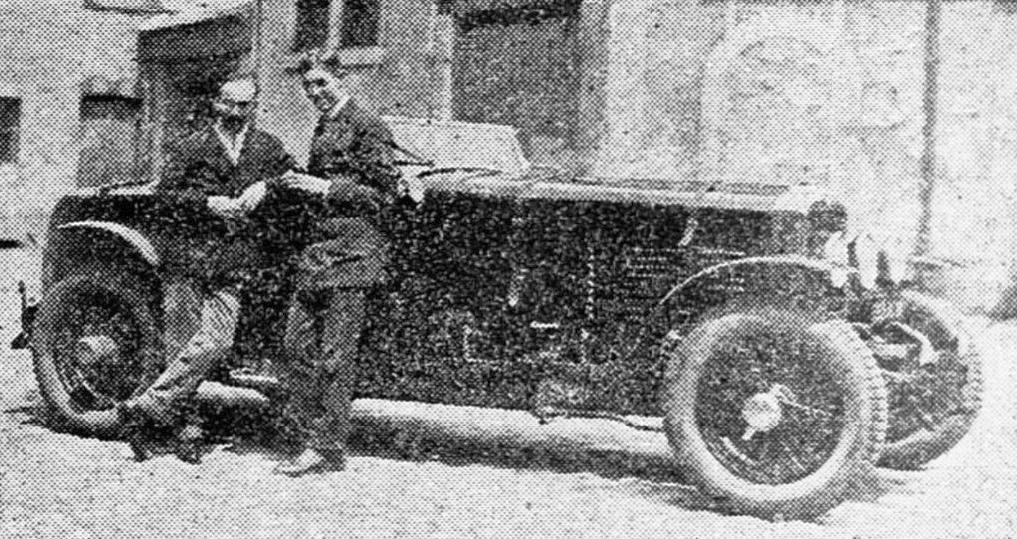
Guy Bouriat (D) et Philippe de Rothschild (G) sur Stutz aux 24 Heures du Mans 1929 (5e)
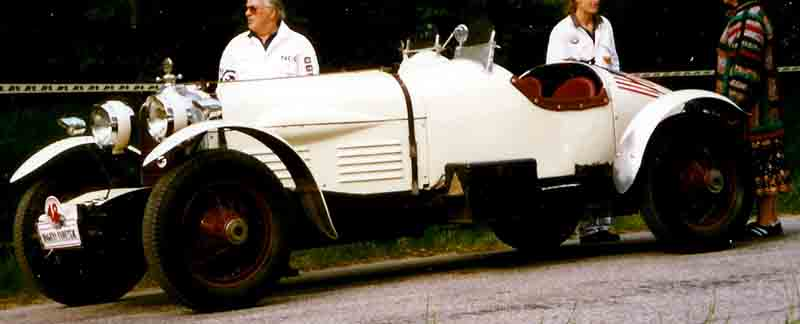
Stutz Blackhawk 5-Litre Indyracer (1928)
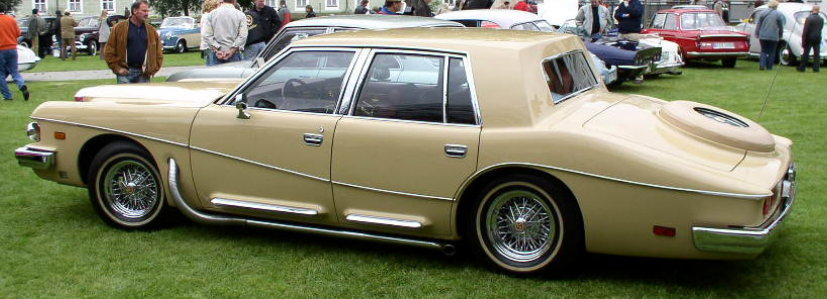
Stutz IV-Porte (1979)